# Classe Legend
La classe Legend, aussi connue comme la National Security Cutter (NSC), que l'on pourrait traduire par Cotre de Sécurité Nationale, est le plus grand des navires développés dans le cadre du Integrated Deepwater System Program qui prévoyait une refonte complète des moyens et des outils alloués à la United States Coast Guard. Dix navires entre en service entre 2008 et 2024.

## Conception
Les bâtiments de la classe Legend ont été conçus pour succéder à la classe Hamilton qui servait dans la garde-côte depuis plus de 40 ans et dont les exemplaires étaient usés par la mer. Ces navires, les plus avancés et parmi les plus grands de toute l'histoire de la Coast Guard, seront les vaisseaux-amiraux de la nouvelle flotte des garde-côtes réorganisée en profondeur par le programme Integrated Deepwater System Program qui projetait d'intégrer outre de nouveaux navires, des avions, des hélicoptères et des drones, dans une optique d’interopérabilité et de polyvalence. C'est ainsi que la classe Legend est capable de remplir un large panel de missions allant du renseignement au contre-terrorisme (en coopération avec d'autres armes ou agences) en passant par les opérations de recherche et sauvetage, tout en étant intégrée au système Rescue 21, le nouveau programme de communication de la garde-côte. Le National Security Cutter possède aussi deux hangars, une rampe, afin de pouvoir recevoir et déployer deux bateaux semi-rigides, tandis que le pont accueille un hélipad, à même de faire décoller et atterrir les drones à décollage verticaux et les hélicoptères. Dans le même temps, la classe Legend assure des missions dans des situations plus difficiles et conserver un large rayon d'action afin de pouvoir répondre à tous les types de besoins. Comme l'explique le contre-amiral John Korn « avec son incomparable combinaison de rayon d'action, de vitesse et de capacité à opérer dans des conditions climatiques extrêmes, le cas du National Security Cutter est simple - nous sommes plus sûrs et une nation mieux protégée quand ils patrouillent en haute mer ».

## Histoire
Selon les prévisions, la Coast Guard devait construire huit navires de classe Legend, afin de remplacer les douze bâtiments de la classe Hamilton vieillissante, pour un coût total de 4 749 millions de dollars, soit en moyenne 594 millions de dollars l'unité. Cependant, le coût initial a été revu à la hausse et les huit premiers National Security Cutter devraient finalement coûter 5 474 millions de dollars (soit 684 millions le bateau). En 2013, seuls les trois premiers navires de la classe ont été déjà mis à l'eau tandis que les numéros quatre et cinq sont en en cours de construction (dans le chantier naval Ingalls de Pascagoula). Le sixième navire de la classe a été quant à lui financé en 2013.
En 2018, ce programme est financé pour 1,24 milliard de dollars pour construction du dixième navire et le début du financement du onzième. Huntington Ingalls Industries a obtenu en décembre 2018 un contrat de 930,9 millions de dollars pour leur construction, à cette date, le 7e navire est livré et le 8e devait entamer ses essais.
En juin 2025, alors que la possibilité d'un douzième navire avait été envisagé, l'administration américaine annule la construction du onzième.

## Navires
- USCGC Bertholf (WMSL-750)
- USCGC Waesche (WMSL-751)
- USCGC Stratton (WMSL-752)
- USCGC Hamilton (WMSL-753)
- USCGC James (WMSL-754)
- USCGC Munro (WMSL-755)
- USCGC Kimball (WMSL-756)
- USCGC Midgett (WMSL-757)
- USCGC Stone (WMSL-758)
- USCGC Calhoun (WMSL-759)
- USCGC Friedman (WMSL-760) (annulé)